# 马普托—卡腾贝大桥

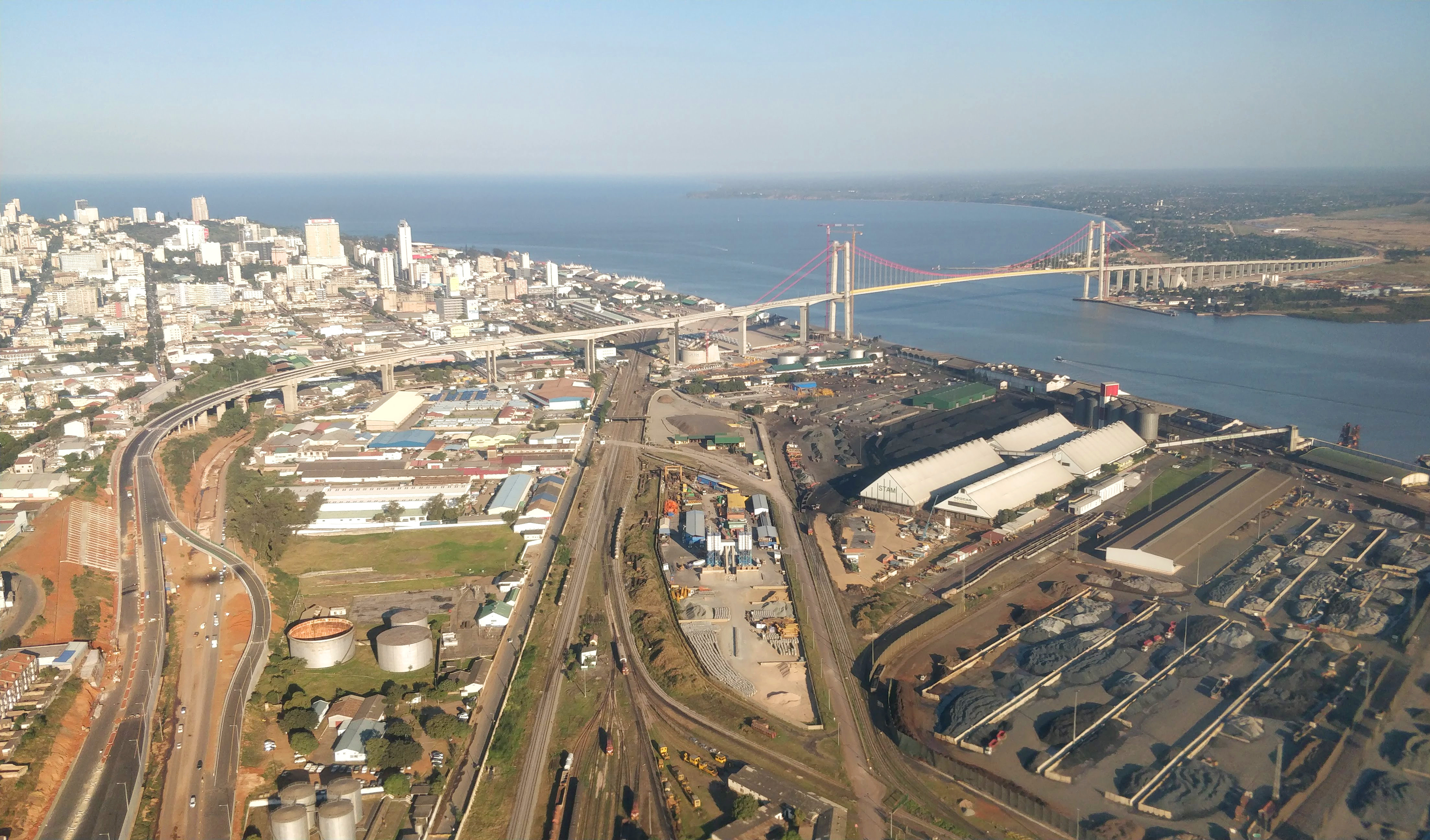
从北岸马普托方向看马普托-卡腾贝大桥

马普托-卡腾贝大桥（葡萄牙語：Ponte de Maputo a Katembe）是莫桑比克南部的一座公路悬索桥，跨越馬普托灣，连接北岸的首都马普托主城区和南岸的郊区卡腾贝。大桥开工于2014年，2018年11月10日建成通车。桥梁的主要建设方为中国路橋建設集团，大部分建设资金由中国进出口银行贷款提供。